# Ruimtelijke ordening

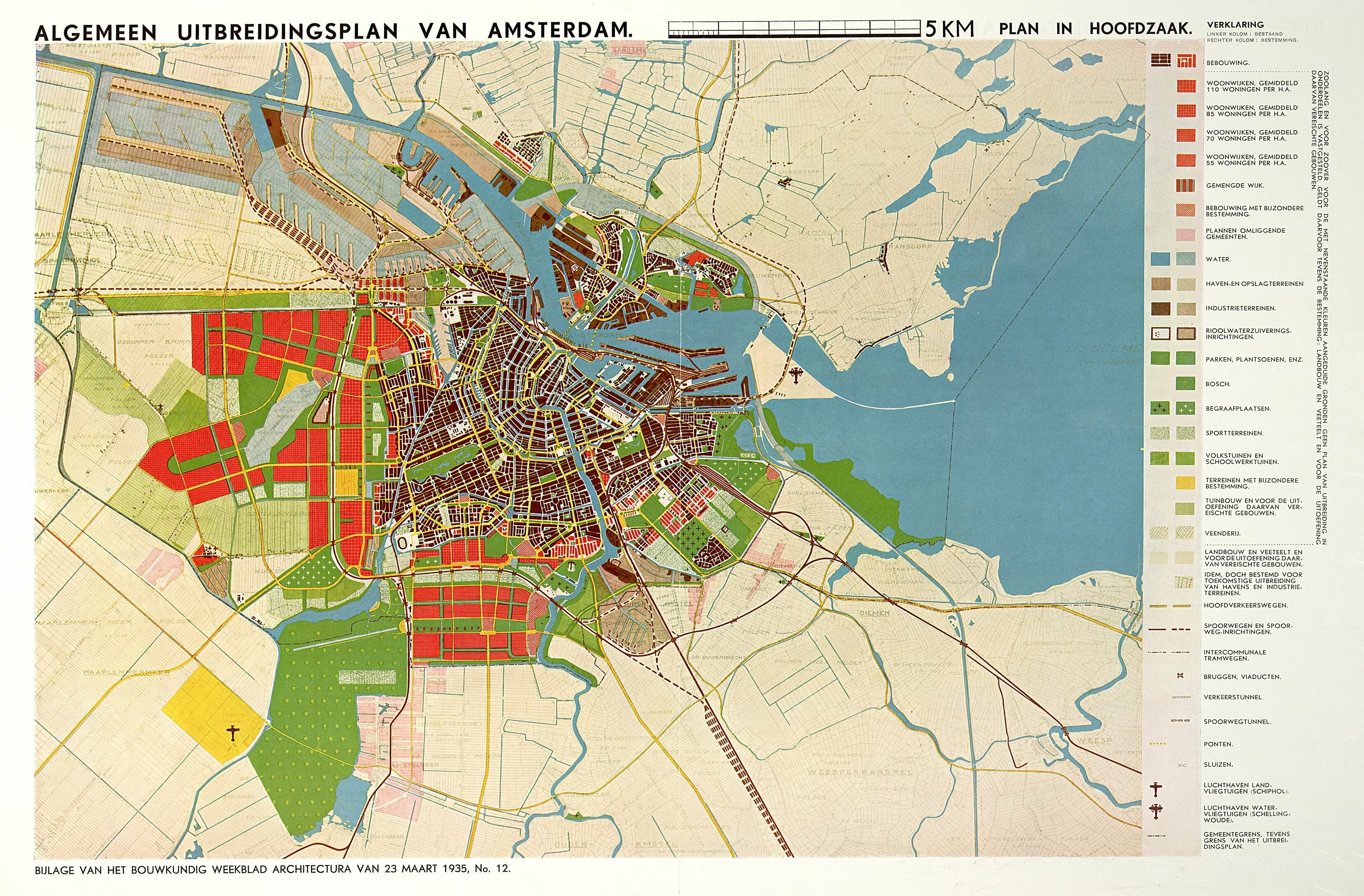
Plankaart van het Algemeen Uitbreidingsplan, een stedenbouwkundig plan voor de uitbreiding van Amsterdam dat in 1934 tot stand kwam en na de Tweede Wereldoorlog ten uitvoer is gebracht

Ruimtelijke ordening of ruimtelijke planning is het proces waarbij met een groot aantal regels de leefruimte planmatig wordt benut en ingericht. Daarbij wordt rekening gehouden met individuele en gemeenschappelijke belangen. Kortweg: het zo goed mogelijk aan elkaar aanpassen van samenleving en ruimte. De wetenschapsgebieden die hierbij een rol spelen zijn planologie, landschapsarchitectuur en stedenbouw. Maar ook zaken als milieu en economie spelen een grote rol in de ruimtelijke ordening.

## Nederland

### Voorgeschiedenis
In het begin van de 20e eeuw waren de stedenbouwkundigen degenen die de stadsindeling bepaalden. In een democratischer wordende maatschappij werd meer inspraak door burgers, bedrijven en belangenorganisaties gewenst. Voor de Tweede Wereldoorlog is het begrip "ruimtelijke ordening" in Centraal-Europa ontstaan. De bedoeling was om naast de steden ook het buitengebied planmatiger te ordenen. Daartoe werden van gebieden specifieke eigenschappen bepaald en functies toegekend. Bij de functietoekenning kregen de verschillende overheden een belangrijke rol maar kregen ook burgers en belangengroepen inspraak. Een en ander is in Nederland vastgelegd in de "Wet Ruimtelijke Ordening 1962" en later de "Wet ruimtelijke ordening 2006".

### Algemeen
In Nederland werden ruimtelijke plannen en ook de bestaande ruimtelijke situatie tot 1 juli 2008 vastgelegd in planologische kernbeslissingen (van de rijksoverheid), in streekplannen (van de provinciale overheden) en in bestemmingsplannen (van de gemeenten).
Daarnaast wordt het proces bepaald door wetgeving, voor Nederland:
Wet ruimtelijke ordening.
De Wet ruimtelijke ordening (Wro, die per 1 juli 2008 de oude Wet op de Ruimtelijke Ordening (WRO) heeft vervangen), geeft regels over de totstandkoming van ruimtelijke plannen, zoals in structuurvisies en bestemmingsplannen.
Er zijn echter ook andere planprocedures die voorschriften kennen voor de ruimtelijke inpassing van (bijvoorbeeld) wegen. Daarbij gaat het (voor wat betreft infrastructuur) om bijvoorbeeld de Planwet Verkeer en Vervoer en de Tracéwet.
In de ruimtelijke ordening zijn verschillende benaderingen te onderscheiden. Een veelgebruikte benadering is de zogenoemde lagenbenadering. In deze benadering wordt ruimte in drie lagen onderverdeeld: de occupatielaag, de netwerklaag en de ondergrond, met elk eigen eigenschappen en ontwikkelingssnelheden.
In de periode tussen 1901 en 1965 - met een piek in 1941 (oprichting Rijksdienst voor het Nationale Plan) - kwamen er vanuit het Rijk centrale plannen. In de periode 1958-2001 verschenen er verschillende centrale plannen, zie Nota ruimtelijke ordening.
Het kabinet-Balkenende III heeft gebroken met de centraal geregelde ruimtelijkeordeningspolitiek en heeft in de Nota Ruimte het beleid vergaand gedecentraliseerd. Met de invoering van de Omgevingswet worden bestaande wetten en regels geïntegreerd en - voor zover van toepassing - voor een deel gedecentraliseerd (waardoor gemeenten grotere beleidsvrijheid krijgen).

### Digitaal
Ruimtelijkeordeningsplannen zijn in Nederland van oudsher grote kaarten met bijbehorende 'boekjes' waar de toelichting en voorschriften in staan. De voorschriften (of regels onder de Wro) geven aan wat er wel en niet mag op een met een specifieke functie aangegeven locatie in de kaart. Vanaf 1 januari 2010 moeten alle officiële ruimtelijke plannen echter digitaal opgesteld worden en conform de wettelijke omschreven RO Standaarden. Tevens zijn de procedures van beschikbaarstelling, kenbaarheid en verbeelding van de plannen in digitale vorm wettelijk gestandaardiseerd. Hierdoor zijn alle nieuwe plannen (en oude WRO-plannen op basis van vrijwilligheid) zichtbaar op Ruimtelijkeplannen.nl, ook bekend als RO-Online.

## België

### Voorgeschiedenis
Van 1945 tot 1962 kende België geen ruimtelijke ordening. In deze periode kon men overal en op gelijk welke wijze bouwen. Voornamelijk het landschap van de noordelijke deelstaat Vlaanderen is doorspekt met alle soorten bebouwing, die zowel op het platteland als langs de steenwegen is terug te vinden. Nagenoeg elke Belgische gemeente kent lintbebouwing.

### Eerste wetgeving
Geen enkel westers land was zo laat met wetgeving op het gebied van de ruimtelijke ontwikkeling als België. De enige vorm van regulatie, de stedenbouwkundige voorschriften, werd bedacht achter Brusselse kantoortafels, terwijl de plaatselijke overheid ze moest handhaven. Een plaatselijke mandataris kon zo zijn potentiële kiezer een bouwvergunning bezorgen.
De eerste Belgische wetgeving op de ruimtelijke ordening dateert van 29 maart 1962: de "Wet houdende organisatie van de ruimtelijke ordening en van de stedebouw". De daarin opgenomen regels werden echter onvoldoende toegepast.

### De gewestplannen
In de loop van de jaren 1970 werd gestart met de opmaak van de eerste gewestplannen. Deze plannen werden gebiedsdekkend opgemaakt en legden de bestemmingen en daarmee ook de ontwikkelingsmogelijkheden juridisch vast. Meer nog dan de "Wet op de Stedebouw" van 1962, markeert deze periode de overgang naar een meer planmatige en geordende ruimtelijke ontwikkeling.
In de jaren zestig, zeventig en tachtig van de 20ste eeuw werd zowat de hele Belgische kust volgebouwd met appartementsblokken. De resterende open ruimte in Vlaanderen werd verder verkaveld. Vandaag de dag is er in Vlaanderen bijna geen open ruimte meer te vinden. Wallonië, dat toentertijd minder verkaveld werd, beschikt nog over ruime openbare ruimten.
Voor het hele Belgische grondgebied werden gewestplannen opgemaakt en ingedeeld in bestemmingszones: woonzone, industriezone, woonuitbreidingsgebied, natuurgebied, landbouwgebied of een andere bestemming. Het was vooral de bedoeling van dan af de nog resterende schaarse "groene ruimte" te beschermen tegen bouwspeculanten. Die procedure nam verschillende jaren in beslag, omdat er uitgebreid hoorzittingen werden gehouden, beroepsprocedures en wijzigingsvoorstellen voorzien waren. De gemeentelijke overheid kreeg daarin een sleutelrol toebedeeld. De gewestplannen werden verder gedetailleerd in bijzondere plannen van aanleg (bpa) en/of algemene plannen van aanleg (apa). Vooral dat eerste instrument werd ruim toegepast.

### Regionalisering
Sinds de staatshervorming van 8 augustus 1980 is ruimtelijke ordening een verantwoordelijkheid voor het gewest.

### Vlaams beleid
Vlaams minister Eddy Baldewijns (1995-1998) maakte komaf met het gedoogbeleid inzake bouwovertredingen.
Het gevolg was een sterkere handhaving en de sloop van verschillende illegale buitenhuisjes. Om een einde te maken aan de ad hoc gewestplanwijzigingen die doorgevoerd werden zonder onderlinge samenhang, werd gestart met een "structuurplanning", die een leidraad zou vormen voor de ruimtelijke planning. In 1996 kwam het planningsdecreet (m.b.t. structuurplanning) er en in 1997 werd het Ruimtelijk Structuurplan Vlaanderen gepubliceerd. Met het decreet houdende de organisatie van de ruimtelijke ordening van 18 mei 1999, dat tot stand kwam onder Vlaams minister van Ruimtelijke Ordening Steve Stevaert, werd de regelgeving drastisch geherstructureerd. Structuurplanning stond nu centraal, er werden nieuwe planningsinstrumenten geïntroduceerd: het Ruimtelijk Structuurplan en het ruimtelijk uitvoeringsplan. Het gewest, de provincies en de gemeenten kunnen structuurplannen en uitvoeringsplannen opmaken. De ruimtelijke uitvoeringsplannen moeten zich daarbij richten naar de beleidsopties uit de structuurplannen. De gemeenten werden onder bepaalde voorwaarden "ontvoogd" of "geresponsabiliseerd". Naast de planschade werd ook de planbaten(heffing) ingevoerd. Het strenge handhavingsbeleid dat al onder de voorganger van Baldewijns begonnen was werd nu decretaal verankerd.
Na de verkiezingen in 1999 werd ruimtelijke ordening opgeëist door de liberalen. Dirk Van Mechelen zou twee legislatuurperiodes aan de macht zijn op dit gebied. Het beleid van Van Mechelen werd gekenmerkt door meer mogelijkheden voor zonevreemde woningen en bedrijven ("zomerdecreten" 2001 en 2002), het verjaringsdecreet voor bouwmisdrijven van 2003 en zogeheten "reparatie"-decreten van de wetgeving die door de socialistische Stevaert werd opgesteld. In 2009 werden alle aanpassingen samengevoegd tot een samenhangend geheel: de Vlaamse Codex Ruimtelijke Ordening. Het Ruimtelijk Structuurplan Vlaanderen werd in 2020 opgevolgd door het Beleidsplan Ruimte Vlaanderen.

### Gebruikelijke afkortingen met betrekking tot ruimtelijke ordening in België
In België staan in advertenties voor vastgoed afkortingen met betrekking tot de ruimtelijke ordening.
Planologische bestemming
- Wg : Woongebied
- Wche : Woongebied met een culturele, historische en/of esthetische waarde
- Wp : Woonpark
- Wug : Woonuitbreidingsgebied
- Igb : Industriegebied
- Iab : Industriegebied voor ambachtelijke bedrijven of gebieden voor kleine en middelgrote ondernemingen
- Gdr : Gebied voor dagrecreatie
- Gvr : Gebied voor verblijfsrecreatie
- Ag : Agrarisch gebied
- Lwag : Landschappelijk waardevol agrarisch gebied
- Bg : Bosgebied
- Ng : Natuurgebied
- Nr : Natuurreservaat
- Pg : Parkgebied
- Sbnb : Stedenbouwkundige bestemming niet beschikbaar

Vergunning
- Vg : Vergunning uitgereikt
- Gvg : Geen vergunning uitgereikt
- Vgnb : Vergunning niet beschikbaar

Verkavelingsvergunning
- Vv : Verkavelingsvergunning
- Gvv : Geen verkavelingsvergunning
- Vvnb : Verkavelingsvergunning niet beschikbaar

Dagvaarding
- Dv : Dagvaarding uitgebracht
- Gdv : Geen dagvaarding uitgebracht
- Dnb : Dagvaarding niet beschikbaar

Voorkooprecht
- Vkr : Voorkooprecht ruimtelijke ordening aanwezig
- Gvkr : Geen voorkooprecht ruimtelijke ordening aanwezig
- Vkrnb : Voorkooprecht niet beschikbaar

## Gevolgen van het veel of weinig reguleren van ruimtelijke ordening

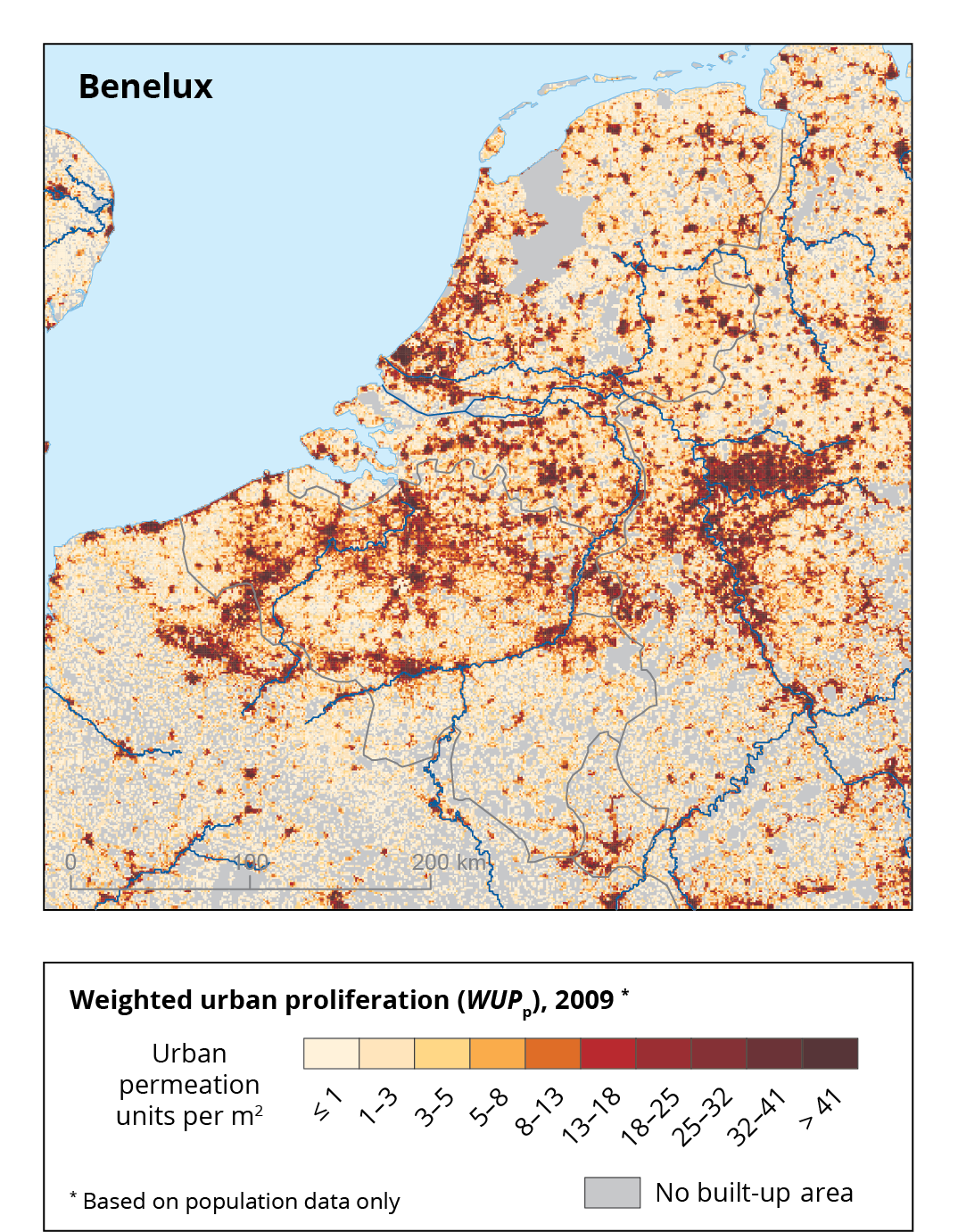
Situatie 2009: in Vlaanderen is tussen steden en dorpen aanzienlijk meer bebouwing dan in Nederland. Een meerderheid (70%) van de Vlamingen woont niet in een dorp of stad, maar in het nevelgebied daartussen.

Een weinig gereguleerde ruimtelijke ordening kan leiden tot een meer uitgestrekt stedelijk gebied. Dit wordt ook wel nevelgebied, ruimtelijke versnippering, ruimtelijke verrommeling, stedelijke wildgroei of urban sprawl genoemd.
- Door een grotere hoeveelheid verharde oppervlakte zijn er meer overstromingen[4] en is er meer kans op waterschaarste, doordat het water te snel afgevoerd wordt en niet kan worden opgeslagen in de bodem die als buffer dient.
- Verspreid wonen leidt tot een hoger autogebruik, doordat functies verder weg zijn gelegen. Dit verhoogt het percentage verhard oppervlakte, de filedruk, luchtvervuiling, geluidshinder, uitstoot van broeikasgassen en het aantal verkeersongevallen.[5]
- Wonen in grotere, meer verspreide ruimtes maakt openbare diensten duurder. In minder dichte gebieden kan de infrastructuur (wegen, verlichting, waterleidingen, riolen en elektriciteit) minder efficiënt worden benut, waardoor de kosten per huishouden hoger zijn.[6][7] De afstand tot diverse functies zoals onderwijs, zorg en winkels is bovendien groter, ofwel wordt de capaciteit van de functie onvolledig benut of is deze niet rendabel.

Volgens onderzoek leidt een te restrictieve ruimtelijke ordening met betrekking tot het aantal plaatsen waar gebouwd mag worden tot hogere woningprijzen.
Uit onderzoek blijkt bijvoorbeeld dat restrictieve bestemmingsplannen ervoor kunnen zorgen dat woningen meer dan 50% duurder zijn dan de werkelijke kosten om ze te bouwen. Daarom kan het toelaten van voldoende bouwvergunningen helpen om de woningprijzen laag te houden. Wanneer dit gebeurt op goed gelegen plaatsen, bijvoorbeeld dicht bij de stad of op locaties met goede toegang tot openbaar vervoer en publieke diensten, kan dit de milieudruk laag houden.